# Sehlem (Bassa Sassonia)
Sehlem è una frazione del comune tedesco di Lamspringe, in Bassa Sassonia.
Il 1º marzo 1974 al territorio comunale di Sehlem fu unito quello del soppresso comune di Evensen.
Sehlem costituì un comune autonomo fino al 1º novembre 2016.